# 英國廣播電台列表
這是英國電台列表，列出英國的電台及其主要播出內容的類型。

## 全國性的模擬和數碼（DAB）電台
- 絕對電台－以成人為對象的音樂[1]
- 絕對80s（英语：Absolute 80s）－1980年代的音樂[2]
- 絕對電臺90s（英语：Absolute Radio 90s）－1990年代的音樂
- BBC亞洲廣播網（英语：BBC Asian Network）－以在英亞裔為對象的新聞、音樂節目
- BBC廣播一台－當代流行音樂。以青年為對象的音樂和訪談[3]
- BBC Radio 1Xtra（英语：BBC Radio 1Xtra）－都會音樂
- BBC廣播二台－以成人為對象的音樂和訪談[4]
- BBC廣播三台（英语：BBC Radio 3）－各類音樂[5]
- BBC廣播四台FM－新聞，記錄，戲劇与喜劇
- BBC廣播四台長波
- BBC廣播四台 Extra（英语：BBC Radio 4 Extra）－喜劇，戲劇，訪談節目
- BBC廣播五台直播（英语：BBC Radio 5 Live）－體育新聞
- BBC廣播五台體育直播Extra（英语：BBC Radio 5 Live Sports Extra）－體育資訊
- BBC 6 Music
- BBC國際頻道
- Classic FM（英语：Classic FM (UK)）－古典音樂
- Kiss (英國電臺)（英语：Kiss (UK Radio Station)）
- Kisstory（英语：Kisstory）
- LBC
- Magic 105.4 FM（英语：Magic Radio (London radio station)）－成人當代音樂
- Planet Rock（英语：Planet Rock (Radio Station)）
- Premier Praise（英语：Premier Praise）－基督教電臺
- Premier Radio（英语：Premier Christian Radio）－基督教電臺
- Scala Radio（英语：Scala Radio）－古典音樂
- 日出電臺（英语：Sunrise Radio）－亞洲的音樂、娛樂新聞
- TalkRADIO（英语：TalkRADIO）－清談電臺節目
- talkSPORT－體育節目
- talkSPORT2（英语：talkSPORT2）－體育評論節目
- UCB1（英语：United_Christian_Broadcasters）－基督教廣播節目
- UCB2（英语：United_Christian_Broadcasters）－基督教廣播節目
- 维珍电台（英语：Virgin Radio）－以成人為對象的流行与搖滾音樂

## 全國性的數碼（DAB+）電台
- 英國三軍廣播服務－給英國軍隊提供音樂服務
- 英國首都電臺（英语：Capital UK）－流行音樂
- 首都 Xtra（英语：Capital Xtra）－嘻哈与節奏藍調（RnB）
- Capital Xtra Reloaded（英语：Capital Xtra）－旧学派嘻哈与節奏藍調
- Fun Kids（英语：Fun Kids）－以孩童為對象的電臺
- 心跳70s（英语：Heart (Radio Network)）－1970年代的音樂
- 心跳80s（英语：Heart (Radio Network)）－1980年代的音樂
- 心跳90s（英语：Heart (Radio Network)）－1990年代的音樂
- Heart Dance（英语：Heart (Radio Network)）－舞曲
- 心跳電臺 (英國)（英语：Heart (Radio Network)）－成人當代音樂
- Jack Radio（英语：Jack FM）－女藝人的音樂
- 爵士電臺（英语：102.2 Jazz FM）－爵士樂
- LBC News（英语：LBC News）－滾動新聞
- Love Sport Radio－體育類談話節目
- 滑順電臺（英语：Smooth Radio）－成人當代音樂，以成人為對象[6]
- Smooth Chill（英语：Smooth Chill (UK Radio Station)）－馳放音樂
- Union Jack（英语：Jack FM）英國音樂家的音樂
- Virgin Radio Anthems（英语：Virgin Radio）－古典吉它
- Virgin Radio Chilled（英语：Virgin Radio）－成人當代輕音樂和原聲音樂
- Radio X（英语：Radio X (United Kingdom)）－現代搖滾音樂

## 半全國性的模擬和數碼（DAB）電台
- Absolute Classic Rock（英语：Absolute Classic Rock）－經典搖滾節目
- Absolute Radio 00s（英语：Absolute Radio 00s）－2000年代的音樂節目
- 首都英國電臺（英语：Capital UK）－流行音樂
- 88.3 Centreforce（英语：Centreforce）
- Chris Country（英语：Chris Country）－鄉村音樂
- Country Hits Radio（英语：Country Hits Radio）－鄉村音樂
- Dubai Now－阿拉伯音樂
- Fun Kids Junior（英语：Fun Kids）－面向孩童的音樂
- Greatest Hits Radio（英语：Greatest Hits Radio）－流行音樂
- Heart UK（英语：Heart (Radio Network)）－80，90年代音樂及當代音樂
- 流行電臺 (英國)（英语：Hits Radio）－流行音樂
- 希望電臺－基督教音樂
- Magic at the Musicals（英语：Magic 105.4）－音樂劇中歌曲
- Magic Chilled（英语：Magic 105.4）－輕柔成人當代音樂
- Magic Soul（英语：Magic 105.4）－經典靈魂樂
- Premier Gospel（英语：Premier Christian Radio）－福音音樂
- Radio Maria England（英语：Radio Maria）－基督教音樂
- 滑順鄉村電臺（英语：Smooth Country）－鄉村音樂
- Total Access（英语：Wireless Group）－流行音樂

## 本地和全國性的模擬和數碼（DAB）電台

### BBC本地廣播電臺
- BBCCWR（英语：BBC Coventry & Warwickshire）
- BBC艾賽克斯（英语：BBC Essex）
- BBC赫里福德和伍斯特（英语：BBC Hereford and Worcester）
- BBC伯克郡電台（英语：BBC Radio Berkshire）
- BBC布里斯托電臺（英语：BBC Radio Bristol）
- BBC劍橋郡電臺（英语：BBC Radio Cambridgeshire）
- BBC康沃爾電臺（英语：BBC Radio Cornwall）
- BBC坎布里亞郡電台（英语：BBC Radio Cumbria）
- BBC德比郡電臺（英语：BBC Radio Derby）
- BBC德文郡電臺（英语：BBC Radio Devon）
- BBC格洛斯特郡電臺（英语：BBC Radio Gloucestershire）
- BBC根西電臺（英语：BBC Radio Guernsey）
- BBC亨博賽德電臺（英语：BBC Radio Humberside）
- BBC澤西電臺（英语：BBC Radio Jersey）
- BBC肯特電臺（英语：BBC Radio Kent）
- BBC蘭開夏電臺（英语：BBC Radio Lancashire）
- BBC利茲電臺（英语：BBC Radio Leeds）
- BBC萊斯特電臺（英语：BBC Radio Leicester）
- BBC林肯郡電臺（英语：BBC Radio Lincolnshire）
- BBC 倫敦電臺（英语：BBC Radio London）
- BBC曼徹斯特電臺（英语：BBC Radio Manchester）
- BBC默西賽德電臺（英语：BBC Radio Merseyside）
- BBC新堡電臺（英语：BBC Newcastle）
- BBC諾福克電臺（英语：BBC Radio Norfolk）
- BBC北安普敦電臺（英语：BBC Radio Northampton）
- BBC諾丁漢電臺（英语：BBC Radio Nottingham）
- BBC牛津電臺（英语：BBC Radio Oxford）
- BBC雪菲爾電臺（英语：BBC Radio Sheffield）
- BBC施洛普郡電臺（英语：BBC Radio Shropshire）
- BBC索倫特電臺（英语：BBC Radio Solent）
- BBC多塞特索倫特電臺（英语：BBC Radio Solent）
- BBC索美塞特電臺（英语：BBC Somerset）
- BBC斯托克電臺（英语：BBC Radio Stoke）
- BBC薩福克電臺（英语：BBC Radio Suffolk）
- BBC薩里電臺（英语：BBC Surrey）
- BBC薩塞克斯電臺（英语：BBC Sussex）
- BBC提斯電臺（英语：BBC Tees）
- BBC威爾特郡電臺（英语：BBC Wiltshire）
- BBCWM電臺（英语：BBC WM）-伯明翰，西米德蘭及南斯塔福郡電臺
- BBC約克電臺（英语：BBC Radio York）
- BBC三郡電臺（英语：BBC Three Counties Radio）-貝德福德郡，哈特福郡及白金漢郡

### BBC國家廣播電台
BBC廣播電台給蘇格蘭，威爾斯及北愛爾蘭提供服務：
- BBC希姆魯電台（英语：BBC Radio Cymru）（Cymru在威爾斯文意為威爾斯）
- BBC希姆魯第二電台（英语：BBC Radio Cymru）
- BBC福依爾電台（英语：BBC Radio Foyle）
- BBC蓋爾電台（英语：BBC Radio nan Gàidheal）
- BBC奧克尼電台（英语：BBC Radio Orkney）
- BBC蘇格蘭電台（英语：BBC Radio Scotland）
- BBC昔得蘭電台（英语：BBC Radio Shetland）
- BBC阿爾斯特電台（英语：BBC Radio Ulster）
- BBC威爾斯電台（英语：BBC Radio Wales）

### 本地商業電臺

#### 英格蘭電臺
- 絕對電臺倫敦（英语：Absolute Radio）
- 絕對電臺00s（英语：Absolute Radio 00s）
- 復臨信徒世界廣播電台（英语：Adventist World Radio）
- 亞洲之聲（英语：Asian Sound）
- Athavan Radio
- 沙灘電臺（英语：The Beach (radio station)）
- 布隆伯格電臺（英语：Bloomberg Radio）
- 微風電臺（英语：The Breeze (radio network)）
- 首都電臺
- 首都Xtra（英语：Capital Xtra）
- CFM（英语：CFM (radio)）
- Colourful Radio（英语：Colourful Radio）
- Compass FM（英语：Compass FM）
- Dearne FM（英语：Dearne FM）
- Dee 106.3（英语：Dee 106.3）
- Dilse Radio（英语：DilSe radio）
- Dream 100 FM（英语：Dream 100）
- Eagle Radio（英语：96.4 The Eagle）
- Fire Radio（英语：Fire 107.6 FM）
- Fix Radio
- Fosse 107（英语：Oak FM）
- Free Radio（英语：Free Radio (network)）
- Gem 106（英语：Gem 106）
- GLOW Radio
- Gold（英语：Gold (radio)）
- Goldmine DAB
- Greatest Hits Radio（英语：Greatest Hits Radio）
- Hallam FM（英语：Hallam FM）
- 心跳（英语：Heart Network）
- Hits Radio（英语：Hits Radio Manchester）
- Imagine Radio（英语：Imagine FM）
- Ipswich 102（英语：Ipswich 102）
- Isle of Wight Radio（英语：Isle of Wight Radio）
- 傑克電臺（英语：106 Jack FM (Oxfordshire)）
- 第二傑克電臺（英语：Jack FM 2）
- 第三傑克電臺（英语：106 Jack FM (Oxfordshire)）
- 爵士電臺（英语：Jazz FM (UK)）
- KCFM（英语：KCFM (FM)）
- Kiss（英语：Kiss Network）
- KissFresh（英语：KissFresh）
- KLFM（英语：KL.FM 96.7）
- KMFM（英语：KMFM (radio network)）
- LBC
- LBC新聞臺（英语：LBC News）
- Lincs FM（英语：Lincs FM）
- 倫敦希臘電臺（英语：London Greek Radio）
- Love 80s
- Love Sport Radio
- Lyca Radio 1458（英语：Sunrise Radio）
- Magic 105.4 FM（英语：Magic 105.4 FM）
- Mansfield 103.2 FM（英语：Mansfield 103.2 FM）
- Matryoshka Radio（英语：Matryoshka Radio）
- Metro Radio（英语：Metro Radio）
- Minster FM（英语：Minster FM）
- Mi-Soul（英语：Mi-Soul）
- Mix 96（英语：Mix 96 (Aylesbury)）
- More Radio（英语：107.8 Arrow FM）
- 倫敦國家廣播電臺（英语：Nation Broadcasting）
- North Norfolk Radio（英语：North Norfolk Radio）
- Panjab Radio
- Peak FM（英语：Peak FM (North Derbyshire)）
- Pirate FM（英语：Pirate FM）
- Polish Radio London（英语：Polish Radio London）
- Premier Radio（英语：Premier Christian Radio）
- Pulse 1（英语：Pulse 1）
- Pulse 2（英语：Pulse 2）
- Radio Aire（英语：Radio Aire）
- Radio City（英语：Radio City (Liverpool)）
- 埃塞克斯電臺（英语：Radio Essex）
- Radio Exe（英语：Exeter FM）
- Radio Jackie（英语：Radio Jackie）
- 99.9 Radio Norwich（英语：Radio Norwich 99.9）
- Radio Plymouth（英语：Radio Plymouth）
- Radio UP（英语：Connect FM）
- Radio Wave 96.5（英语：Radio Wave 96.5）
- Revolution 96.2（英语：The Revolution (radio station)）
- Ridings FM（英语：Ridings FM）
- 搖滾電臺（英语：Rock FM）
- Rother FM（英语：Rother FM）
- Rutland Radio（英语：Rutland Radio）
- Sabras Sound（英语：Sabras Sound）
- SAM FM（英语：Sam FM (South Coast)）
- Sanskar Radio（英语：Hindu Sanskar Radio）
- Serenade Radio
- 信號第1電臺（英语：Signal 1）
- 信號第二電臺
- 信號107電臺（英语：107.7 The Wolf）
- Silk 106.9（英语：Silk 106.9）
- 滑順電臺（英语：Smooth Radio）
- Spire FM（英语：Spire FM）
- 靈魂電臺（英语：Spirit FM (UK radio station)）
- Star Radio（英语：Star Radio (Cambridge and Ely)）
- Stray FM（英语：Stray FM）
- Sun FM（英语：Sun FM）
- 日出電臺（英语：Buzz Asia）
- 日出電臺約克郡（英语：Sunrise Radio (Yorkshire)）
- 陽光電臺（AM）（英语：Sunshine 855）
- 陽光電臺（FM）（英语：Sunshine Radio (FM)）
- TFM（英语：TFM (radio)）
- Time 107.5（英语：Time 107.5）
- Tower FM（英语：Tower FM）
- Town FM（英语：Town FM）
- Trax FM（英语：Trax FM）
- Viking FM（英语：Viking FM）
- Voice of Islam Radio
- Wave 105（英语：Wave 105）
- 威塞克斯電臺（英语：Wessex FM）
- Wire FM（英语：Wire FM）
- Wish FM（英语：Wish FM）
- X電臺（英语：Radio X (United Kingdom)）
- XL電臺（英语：Radio XL）
- XS Manchester（英语：106.1 Real Radio XS）
- Yorkshire Coast Radio（英语：Yorkshire Coast Radio）

#### 前英格蘭電臺
這個列表列出了一些因爲沒有繼續獲得許可或由於商業原因而關閉的廣播電臺。
- 機場信息電臺（Airport Information Radio）
- Abbey FM（英语：Abbey FM）
- Buzz FM（英语：Buzz FM）
- 中心電臺（英语：Centre Radio）
- Channel Travel Radio
- Devonair Radio（英语：DevonAir）
- Dune FM（英语：Dune FM）
- Fen Radio 107.5（英语：Fen Radio 107.5）
- 自由電臺（英语：Liberty Radio）
- Mersey 106.7（英语：Mersey 106.7）
- Mix 107（英语：Mix 107）
- Oak FM（英语：Oak FM）
- Pennine FM（英语：Pennine FM）
- Radio Victory（英语：Radio Victory）
- Star 107.9（英语：Star 107.9）
- 日落電臺（英语：Sunset Radio）
- 日落電臺東米德蘭
- 陽光電臺1530（英语：Sunshine 1530）
- 南部107.3（英语：Time 107.3）
- Time 106.6（英语：Time 106.6）
- Time 106.8（英语：Time 106.8）
- WNK
- 約克郡電臺（英语：Yorkshire Radio）
- 城市談話電臺（英语：Radio City Talk）

#### 北愛爾蘭電臺
- 酷電臺（英语：Cool FM）
- 下城電臺（英语：Downtown Radio）
- 下城鄉村電臺（英语：Downtown Radio）
- Q97.2 North Coast（英语：Q Radio Network）
- Q96.7/102.5貝爾法斯特（英语：Belfast CityBeat）
- Q101.2蒂龍郡與弗馬納郡（英语：Q Radio Network）
- Q102.9西北（英语：Q Radio Network）
- Q100.5紐里與莫恩（英语：Q Radio Network）
- Q107中安特立姆（英语：six FM）

#### 前北愛爾蘭電臺
- Goldbeat 828（英语：Goldbeat）
- 心跳1521（英语：Heartbeat 1521）

#### 蘇格蘭電臺
- 絕對電臺60s（英语：Absolute Radio 60s）

- 絕對電臺70s（英语：Absolute Radio 70s）

- 絕對電臺80s（英语：Absolute Radio 80s）

- 絕對電臺90s（英语：Absolute Radio 90s）

- Argyll FM

- Radio Borders（英语：Radio Borders）

- 蘇格蘭首都電臺（英语：Capital Scotland）

- Central 103.1 FM（英语：Central 103.1 FM）

- Clyde 1（英语：Clyde 1）

- Clyde 2（英语：Clyde 2）

- Cuillin FM（英语：Cuillin FM）

- Forth 1（英语：Forth 1）

- Forth 2（英语：Forth 2）

- GO Radio Glasgow

- Heat Radio（英语：Heat Radio）

- Heart Scotland（英语：Heart Scotland）

- Heartland FM

- Isles FM（英语：Isles FM）

- Kerrang! Radio（英语：Kerrang Radio）

- 王國電臺（英语：Kingdom FM）

- MFR（英语：Moray Firth Radio）

- MFR 2（英语：Moray Firth Radio）

- 蘇格蘭國家廣播電臺（英语：Nation Radio Scotland）

- 西部之聲第1臺（英语：Northsound 1）

- 西部之聲第2臺（英语：Northsound 2）

- Original 106 (Aberdeen)（英语：Original 106 (Aberdeen)）

- Pure Radio Scotland（英语：Wave 102 FM）

- 蘇格蘭之日80s

- 蘇格蘭之日Greatest Hits

- 蘇格蘭之日 Hits

- SIBC（英语：SIBC）

- 滑順格拉斯哥（英语：Smooth Glasgow）

- talkSPORT蘇格蘭

- Tay FM（英语：Tay FM）

- Tay 2（英语：Tay 2）

- Two Lochs Radio（英语：Two Lochs Radio）

- 維珍電臺Groove（英语：Virgin Radio）

- Waves Radio（英语：Waves Radio）

- 西部電臺（英语：West FM）

- 西部之聲AM（英语：West Sound AM）

- 西部之聲FM（英语：West Sound FM）

#### 前蘇格蘭電臺
- River FM（英语：River FM）
- talk 107（英语：talk 107）
- L107（英语：L107）
- XFM蘇格蘭（英语：XFM Scotland）
- NECR（英语：NECR）

#### 威爾斯電臺
- Bridge FM（英语：106.3 Bridge FM）
- 塞姆魯首都電臺（英语：Capital Cymru）
- 西北及威爾斯首都電臺（英语：Capital North West and Wales）
- 南威爾斯首都電臺（英语：Capital South Wales）
- Radio Carmarthenshire（英语：Radio Carmarthenshire）
- Dragon Radio（英语：Nation Radio）
- 北威爾斯心跳電臺（英语：Heart North Wales）
- 南威爾斯心跳電臺（英语：Heart Wales）
- 國家電臺（英语：Nation Radio）
- 潘布魯克郡電臺（英语：Radio Pembrokeshire）
- 滑順電臺 (威爾斯)（英语：Smooth Radio）
- 陽光電臺（英语：Sunshine Radio (FM)）
- Swansea Bay Radio（英语：102.1 Bay Radio）
- 斯旺西之聲（英语：Swansea Sound）
- The Wave（英语：The Wave 96.4 FM）

#### 前威爾斯電臺
- Mountain FM
- Valleys Radio（英语：Valleys Radio）
- Radio Hafren（英语：Radio Maldwyn）

#### 海峽群島和曼島
儘管海峽群島和馬恩島不屬於英國，但仍由英國國家廣播電台提供服務。海峽群島服務由英國監管機構Ofcom許可。馬恩島的服務不是被英國監管機構所許可，而是被《1990年馬恩島議會廣播法案》許可
- 103頻道（英语：Channel 103）
- Energy FM（英语：Energy FM (Isle of Man)）
- 島嶼電臺（英语：Island FM）
- Manx Radio（英语：Manx Radio）
- 3FM

## 地區性數碼（DAB +）電台
- 絕對電臺00s（英语：Absolute Radio 00s）
- Asian FX
- Atlantis
- 克里斯鄉村電臺（英语：Chris Country）
- Dragon Radio（英语：Nation Broadcasting）
- Gold（英语：Gold (radio)）
- Liverpool Live 24/7
- Love 80s Liverpool（英语：Dee 106.3）
- Magic at the Musicals（英语：Magic 105.4）
- 國家電臺（英语：Nation Radio）
- 倫敦國家電臺（英语：Nation Broadcasting）
- Podcast Radio
- 英格蘭瑪利亞電臺（英语：Radio Maria）
- Radio Newark
- Release Radio
- Sandgrounder Radio（英语：Sandgrounder Radio）
- Smooth Chill（英语：Smooth Radio）
- 維珍電臺Groove（英语：Virgin Radio）
- Zest NW
- Radio Wirral（英语：Radio Wirral）

## 社區電台
- Abbey104（英语：Abbey104）－舍伯恩
- ABC-FM
- Academy FM (Folkestone)（英语：Academy FM (Folkestone)）－福克斯通
- Academy FM (Thanet)（英语：Academy FM (Thanet)）
- Access FM－布里奇沃特
- AHBS Community Radio（英语：AHBS Community Radio）－阿什福德
- AIR 107.2（英语：AIR 107.2）－韋茅斯-波特蘭
- Alive Radio－鄧弗里斯
- Akash Radio（英语：Akash Radio）－里茲
- ALL FM（英语：ALL FM）-南，中，東曼徹斯特
- Amber Sound FM（英语：Amber Sound FM）－德比郡，安伯威利
- Ambur Radio－沃爾索爾
- Andover Radio（英语：Andover Radio）－安德沃
- 天使電臺 (樸茨茅斯)－樸茨茅斯
- 天使電臺 (怀特岛郡)－紐波特 (懷特島)
- 蘋果電臺（英语：Apple FM）－湯頓
- Radio Asian Fever－里茲
- Asian Star－斯勞
- Awaz FM－格拉斯哥
- Awaaz FM－南安普敦
- Awaaz Radio－海威科姆
- Bangor FM（英语：Bangor FM）－班戈
- Bay FM Exmouth（英语：Bay FM Exmouth）－埃克斯茅斯
- BCB 106.6fm（英语：BCB 106.6fm）－布拉福
- 布拉德福德亞洲電臺－布拉福
- Beyond Radio（英语：Beyond Radio）－蘭卡斯特
- BCfm（英语：Bristol Community FM）－布里斯托
- BCR 103.1 FM－雪菲爾
- The Beat London－哈利斯登
- Belfast 89FM－貝爾法斯特
- Beverley FM－貝弗利
- BFBS Northern Ireland（英语：BFBS Lisburn）－利斯本，奧德格魯夫，安特里姆，霍利伍德
- BFBS電臺－奧爾德肖特，布兰福德福勒姆，卡特里克
- BFBS布萊茲諾頓電臺－布萊茲諾頓
- BFBS廓爾喀電臺－切里頓
- 大城市電臺（英语：Aston FM）－伯明罕
- BigglesFM（英语：BigglesFM）－比格爾斯威德
- Bishop FM－比舍普奧克蘭德
- Blackburn 102.2 FM－布拉克本
- Black Cat Radio－聖尼奧特斯
- 布萊克鄉村電臺（英语：Black Country Radio）－史度橋
- 黑色鑽石FM-東部和中部中洛錫安
- Blast 106（英语：Blast 106）－貝爾法斯特
- Blyth Valley Radio－索思沃爾德
- Bolton FM（英语：Bolton FM）－保頓
- Bounce FM－班布里奇
- Branch FM（英语：Branch FM）－迪斯伯里
- Bradley Stoke Radio Ltd－布莱德雷斯多克
- BRFM 95.6 FM（英语：BRFM 95.6 FM）－謝佩島
- BRfm 97.3－布萊耐格溫特
- Bro Radio（英语：Bro Radio）－格拉摩根谷
- Buchan Radio
- Burgess Hill Radio
- Bute Island Radio（英语：Bute FM）
- Radio Cabin
- Caithness FM
- Calon FM（英语：Calon FM）
- Cam FM（英语：Cam FM）
- Cambridge 105（英语：Cambridge 105）
- CamGlen Radio（英语：CamGlen Radio）
- Carillon Wellbeing Radio
- Radio Cardiff（英语：Radio Cardiff）
- Radio Caroline（英语：Radio Caroline）
- Castledown Radio
- The Cat
- 塞爾提克音樂電臺（英语：Celtic Music Radio）
- CHBN電臺
- CCR 104.4
- Chorley FM（英语：Chorley FM）
- City Beat 103.2
- Coast FM（英语：Coast FM (West Cornwall)）（曾經名稱為潘維斯電臺）
- Community Voice FM
- Corby Radio
- Crescent Radio
- Cross Rhythms（英语：Cross Rhythms）
- Crystal FM
- CSR 97.4FM（英语：CSR 97.4FM）
- Dales Radio
- Dawn FM
- Daventry Radio
- Dean Radio
- Desi Radio
- Deveron FM
- Diverse FM
- Down FM
- Drive 105
- Drystone Radio（英语：Drystone Radio）
- Dunoon Community Radio
- East Coast FM
- EAVA FM
- Eden FM（英语：Eden FM）
- Endeavour FM（英语：Endeavour Radio）
- Erewash Sound（英语：Erewash Sound）
- Express FM
- 103 The Eye（英语：The Eye (radio station)）
- Raidió Fáilte（英语：Raidió Fáilte）
- Fantasy Radio
- Faza FM
- Felixstowe Radio
- Fiesta FM
- First FM（英语：First FM）
- Flame CCR

## 外部連結
- Radioplayer UK （页面存档备份，存于）–英国广播公司，環球，Bauer Media Group（英语：Bauer Media Group）與RadioCentre（英语：RadioCentre）運作的廣播流媒體服務。
- LiveRadio UK （页面存档备份，存于）–英國廣播電台的完整列表